# Bielawa
Bielawa (Langenbielau în germană) este un oraș în Voievodatul Silezia de Jos din Polonia. Are o populație de 33.500 locuitori (2001) și o suprafață de 36,0 km².